# 米原謙
米原 謙（よねはら けん、1948年11月19日- ）は、日本の政治学者・歴史学者。元大阪大学法学部教授。専門は日本政治思想史。徳島市生まれ。

## 略歴
1972年大阪大学法学部卒業、1980年同大学院博士課程満期退学、下関市立大学経済学部講師、1982年助教授、84-85年ソルボンヌ大学に学ぶ。1994年大阪大学法学部教授、1998年同国際公共政策研究科教授。2013年定年退任。2016年から2019年まで中国人民大学講座教授。

## 著書

### 単著
- 『日本近代思想と中江兆民』（新評論, 1986年）
- 『兆民とその時代』（昭和堂, 1989年）
- 『植木枝盛――民権青年の自我表現』（中公新書, 1992年）
- 『日本的「近代」への問い――思想史としての戦後政治』（新評論, 1995年）
- 『近代日本のアイデンティティと政治』（ミネルヴァ書房, 2002年）
- 『徳富蘇峰――日本ナショナリズムの軌跡』（中公新書, 2003年）
- 『日本政治思想』（ミネルヴァ書房, 2007年、増補版2017年）
- 『国体論はなぜ生まれたか――明治国家の知の地形図』（ミネルヴァ書房, 2015年）ISBN　9784623073443
- 『山川均――マルキシズム臭くないマルキストに（ミネルヴァ書房「ミネルヴァ日本評伝選」, 2019年）ISBN　9784623086696
- 『吉田松陰の生涯―猪突猛進の三〇年』（吉川弘文館〈歴史文化ライブラリー〉, 2024年）ISBN　9784642059862

### 共著
- 土居充夫・山口裕司『日本の政治を考える――構造・運動・思想』（法律文化社, 1992年）
- 金鳳珍・區建英『東アジアのナショナリズムと近代 なぜ対立するのか』（大阪大学出版会, 2011年）

### 共編著
- 土居充夫共編 『政治と市民の現在』法律文化社 1995年
- 長妻三佐雄共編 『ナショナリズムの時代精神 幕末から冷戦後まで』萌書房 2009年
- 『政治概念の歴史的展開 第9巻 「天皇」から「民主主義」まで』晃洋書房 2016年
- 『政治概念の歴史的展開 第10巻 「まつりごと」から「市民」まで』晃洋書房 2017年

## 論文
- Cinii

## 注
1. ↑  『現代日本人名録』